# Ligula

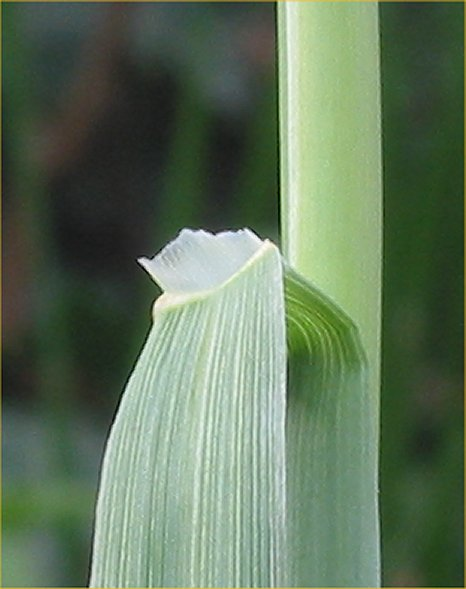
Ligula in Alopecurus pratensis

Con il termine ligula, in botanica, sono indicate due diverse strutture anatomiche presenti nelle piante. 
- Nelle piante appartenenti alle famiglie delle Poaceae, delle Selaginellaceae e in alcune Cyperaceae, è un'espansione della guaina fogliare, posizionata direttamente sopra il collare, sulla pagina opposta della lamina fogliare. Può essere:
  - membranosa, e quindi molto evidente;
  - solo una frangia di peli;
  - assente.

- Nell'infiorescenza delle Asteraceae, indica dei petali molto sviluppati e rivolti verso l'esterno del capolino.